# Dimitrijs Braznikovs
Dimitrijs Braznikovs (* 9. Juni 1967 in Belgorod, RSFSR) ist ein ehemaliger lettischer Handballtorwart. Er bestritt für die lettische Nationalmannschaft über 60 Länderspiele. 

## Leben
Zu den Vereinen des Handballtorwartes zählten unter anderem Skif, ZSKA Moskau, Zletnik Riga, AJ Riga, Maccabia Ranana, Warschau, HIT Innsbruck und als letzte und längste Station ULZ Sparkasse Schwaz. Für den ULZ Schwaz hütet Dimitrijs Braznikovs ab 2003 das Tor und war ein wichtiger Spieler für den erstmaligen Aufstieg in die HLA. Ab 2010 kam Braznikovs allerdings nur noch selten zum Einsatz, da der Trainer auf Christian Aigner als Nr. 1 im Tor baute. Im Jahr 2011 nahm Braznikovs auch die österreichische Staatsbürgerschaft an. Seinen größten Erfolg feierte er 2011 mit dem Cupsieg mit dem ULZ Schwaz, auch wenn er im Final Four kaum zum Einsatz kam. Nach der Saison 2011/12 beendete er seine Karriere.